# Conoeca guildingi
Conoeca guildingi är en fjärilsart som beskrevs av Scott 1865. Conoeca guildingi ingår i släktet Conoeca och familjen säckspinnare. Inga underarter finns listade i Catalogue of Life.